# Cattedrali in Irlanda
Questa è una lista delle cattedrali in Irlanda, che include le precedenti cattedrali e quelle che così vengono chiamate. Sono incluse anche le cattedrali dell'Irlanda del Nord, che ecclesiasticamente si trovano incluse nelle province della Repubblica d'Irlanda.

## Abbreviazioni
- + indica un utilizzo ecclesiastico non come cattedrale.
- NM = National Monument (Monumento nazionale).

## Lista

### Chiesa cattolica

#### Provincia di Armagh
| Cattedrale  | Immagine | Dedicazione                  | Fondata                                                     | Note                                                                    | Localizzazione         |
| ----------- | -------- | ---------------------------- | ----------------------------------------------------------- | ----------------------------------------------------------------------- | ---------------------- |
| Armagh      |          | San Patrizio                 | 1870                                                        |                                                                         | 54.352255°N 6.660376°W |
| Belfast     |          | San Pietro                   | 1866                                                        | Architetti Jeremiah McAuley, prete originario di Belfast e John O'Neill | 54.599038°N 5.944408°W |
| Cavan       |          | San Patrizio e San Fedlimino | 1942                                                        |                                                                         | 53.998461°N 7.361012°W |
| Derry       |          | Sant'Eugenio                 | 1873                                                        |                                                                         | 54.999958°N 7.32846°W  |
| Letterkenny |          | Sant'Adamnano e San Columba  | 1901                                                        |                                                                         | 54.950291°N 7.739997°W |
| Longford    |          | San Mel                      | metà XIX secolo; distrutta da un incendio nel dicembre 2009 |                                                                         | 53.727217°N 7.79628°W  |
| Monaghan    |          | San Mac Cairthind            | 1892                                                        |                                                                         | 54.244648°N 6.958487°W |
| Mullingar   |          | Cristo Re                    | 1936                                                        |                                                                         | 53.526942°N 7.346292°W |
| Newry       |          | San Patrizio e San Colmano   | 1829                                                        |                                                                         | 54.174744°N 6.337652°W |

#### Provincia di Cashel e Emly
| Cattedrale | Immagine | Dedicazione             | Fondata | Note                                           | Localizzazione         |
| ---------- | -------- | ----------------------- | ------- | ---------------------------------------------- | ---------------------- |
| Cobh       |          | San Colman              | 1915    |                                                | 51.851473°N 8.293304°W |
| Cork       |          | Santa Maria e Sant'Anna | 1869    |                                                | 51.904708°N 8.476274°W |
| Ennis      |          | San Pietro e San Paolo  | 1843    |                                                | 52.841636°N 8.983297°W |
| Killarney  |          | Assunzione di Maria     | 1855    |                                                | 52.059576°N 9.518516°W |
| Limerick   |          | San Giovanni Battista   | 1859    |                                                | 52.662147°N 8.617315°W |
| Skibbereen |          | San Patrizio            | 1826    |                                                | 51.552219°N 9.263631°W |
| Thurles    |          | Assunzione di Maria     | 1879    | costruita sul luogo di un priorato carmelitano | 52.67996°N 7.809648°W  |
| Waterford  |          | Santissima Trinità      | 1796    |                                                | 52.261407°N 7.111094°W |

#### Provincia di Dublino
| Cattedrale  | Immagine | Dedicazione           | Fondata | Note           | Localizzazione         |
| ----------- | -------- | --------------------- | ------- | -------------- | ---------------------- |
| Carlow      |          | Assunzione di Maria   | 1839    |                | 52.837047°N 6.927996°W |
| Dublino     |          | Immacolata Concezione | 1825    | pro-cattedrale | 53.350853°N 6.259149°W |
| Enniscorthy |          | Sant'Aidan            | 1860    |                | 52.502449°N 6.571203°W |
| Kilkenny    |          | Assunzione di Maria   | 1857    |                | 52.652463°N 7.25691°W  |

#### Provincia di Tuam
| Cattedrale      | Immagine | Dedicazione                        | Fondata    | Note | Localizzazione         |
| --------------- | -------- | ---------------------------------- | ---------- | ---- | ---------------------- |
| Ballaghaderreen |          | Annunciazione di Maria e San Nateo | 1860       |      | 53.903608°N 8.577941°W |
| Ballina         |          | San Muredach                       | 1892       |      | 54.112654°N 9.150581°W |
| Galway          |          | San Nicola e Assunzione di Maria   | 1965       |      | 53.275254°N 9.057444°W |
| Loughrea        |          | San Brendan                        | XIX secolo |      | 53.197003°N 8.567029°W |
| Sligo           |          | Immacolata Concezione              | 1874       |      | 54.269892°N 8.478216°W |
| Tuam            |          | Assunzione di Maria                | 1837       |      | 53.515307°N 8.847385°W |

### Chiesa d'Irlanda (pre-Riforma inclusa)

#### Provincia di Armagh
| Cattedrale  | Immagine | Dedicazione                                         | Fondata     | Note                                   | Localizzazione         |
| ----------- | -------- | --------------------------------------------------- | ----------- | -------------------------------------- | ---------------------- |
| Achonry     |          | San Nateo                                           | 1822-1997   | sul sito di un monastero               | 54.077432°N 8.654287°W |
| Armagh      |          | The Cathedral and Metropolitan Church of St Patrick |             |                                        | 54.347452°N 6.656256°W |
| Belfast     |          | Sant'Anna                                           |             |                                        | 54.602773°N 5.928476°W |
| Clogher     |          | San Mac Cairthind                                   |             | sul sito di un monastero               |                        |
| Connor      |          | San Salvatore                                       |             | oggi chiesa parrocchiale               |                        |
| Derry       |          | San Columba                                         |             |                                        | 54.993816°N 7.323053°W |
| Downpatrick |          | Trinità                                             |             | sul sito di un monastero               |                        |
| Dromore     |          | Redentore                                           | 1661        | sul sito di una chiesa precedente      |                        |
| Enniskillen |          | San Mac Cairthind                                   | 1924        | vecchia parrocchiale del XVII secolo   |                        |
| Killala     |          | San Patrizio                                        | XVII secolo |                                        |                        |
| Kilmore     |          | San Fedlimino                                       |             | Bedell Memorial Church                 |                        |
| Lisburn     |          | Gesù Cristo                                         |             |                                        |                        |
| Maghera     |          | Maria Vergine                                       |             |                                        |                        |
| Raphoe      |          | Sant'Adamnano                                       | IX secolo   | sul sito di un monastero del VI secolo |                        |
| Sligo       |          | Maria Vergine e San Giovanni Battista               | 1874        |                                        | 54.270152°N 8.477111°W |
| Tuam        |          | Maria Vergine                                       | XIX secolo  |                                        | 53.513929°N 8.855238°W |

#### Provincia di Dublino
| Cattedrale            | Immagine | Dedicazione                 | Fondata    | Note | Localizzazione         |
| --------------------- | -------- | --------------------------- | ---------- | --- | ---------------------- |
| Cashel                |          | San Pietro                  | 1780       | | 52.51549°N 7.88548°W   |
| Clonmacnoise          |          | San Kieran                  |            | | 53.325132°N 7.985344°W |
| Clonfert              |          | San Brendano                |            | | 53.239582°N 8.059019°W |
| Cloyne                |          | San Colman                  |            | | 51.861652°N 8.119111°W |
| Cork                  |          | San Finbar                  | 1870       | | 51.894331°N 8.480335°W |
| Dublino               |          | Trinità                     |            | detta comunemente Christ Church Cathedral                                                                                                | 53.343365°N 6.270983°W |
| Dublino               |          | San Patrizio                |            | La National Cathedral non è una cattedrale della Diocesi di Dublino. Ha una relazione comune con tutte le diocesi della Chiesa d'Irlanda | 53.339445°N 6.271418°W |
| Ferns                 |          | Sant'Aidano                 |            | | 52.589714°N 6.493274°W |
| Kildare               |          | Santa Brigida               |            | | 53.158068°N 6.91143°W  |
| Kilfenora             |          | San Fachanan                | c.1200     | in parte in rovina, navata aperta al culto                                                                                               | 52.99114°N 9.215856°W  |
| Kilkenny              |          | San Canizio                 |            | | 52.654162°N 7.257505°W |
| Killaloe              |          | San Flannano                | XII secolo | fondata (sul sito di un precedente monastero) nel 1185 da Donal Mor O'Brien                                                              | 52.806523°N 8.439249°W |
| Leighlin              |          | San Laisren                 |            | | 52.736266°N 7.0261°W   |
| Limerick              |          | Maria Vergine               | 1168       | | 52.668146°N 8.623259°W |
| Cattedrale di Lismore |          | Maria Vergine e San Cartaco |            | | 52.139691°N 7.928921°W |
| Rosscarbery           |          | San Fachtna                 |            | | 51.57795°N 9.029678°W  |
| Trim                  |          | San Patrizio                | 1954       | parrocchiale del XIX secolo | 53.558277°N 6.790624°W |
| Waterford             |          | Trinità                     | 1770       | detta comunemente Christ Church Cathedral                                                                                                | 52.259949°N 7.107553°W |

#### Precedenti cattedrali
| Cattedrale      | Immagine | Dedicazione            | Fondata         | Note | Localizzazione         |
| --------------- | -------- | ---------------------- | --------------- | --- | ---------------------- |
| Ardagh          |          | San Mel                | X secolo        | |                        |
| Ardfert         |          | San Brendano           | XIII secolo     | distrutta da un incendio nel 1641 (NM)                                                                                        |                        |
| Ardmore         |          |                        | XIII secolo     | |                        |
| Cashel          |          |                        |                 | | 52.52034°N 7.891129°W  |
| Clonard         |          | San Giovanni           |                 | distrutta da un incendio nel 1206                                                                                             |                        |
| Duleek          |          |                        |                 | Contea Meath |                        |
| Emly            |          | Sant'Albeo             |                 | demolita nel 1877 |                        |
| Elphin          |          | Maria Vergine          |                 | Parrocchia della chiesa d'Irlanda, distrutta da una tempesta negli anni 1950, oggi in rovina; diocesi unita a quella di Sligo | 53.844881°N 8.190651°W |
| Fermoy          |          | San Patrizio           |                 | pro-cattedrale, oggi chiesa parrocchiale                                                                                      | 52.136379°N 8.280349°W |
| Glendalough     |          | San Pietro e San Paolo | VII-XIII secolo | (NM) | 53.004054°N 6.354926°W |
| Kilmacduagh     |          | San Colman             | XV secolo       | (NM) |                        |
| Newtown-Trim    |          | San Pietro e San Paolo | XV secolo       | (NM) |                        |
| Scattery Island |          |                        |                 | Contea Clare |                        |

### Chiesa ortodossa russa
| Cattedrale | Immagine | Dedicazione                      | Fondata | Note                           | Localizzazione |
| ---------- | -------- | -------------------------------- | ------- | ------------------------------ | -------------- |
| Dublino    |          | Apostoli, San Pietro e San Paolo |         | situata ad Harold's Cross Road |                |

### Chiesa d'Irlanda (rito tradizionale)
| Cattedrale  | Immagine | Dedicazione  | Fondata | Note                                                            | Localizzazione |
| ----------- | -------- | ------------ | ------- | --------------------------------------------------------------- | -------------- |
| Newtownards |          | San Giovanni | 1991    | costruita nella metà del XVIII secolo come Quaker Meeting House |                |